# Баранув (гміна, Кемпінський повіт)
Гміна Баранув (пол. Gmina Baranów) — сільська гміна у північно-західній Польщі. Належить до Кемпінського повіту Великопольського воєводства.
Станом на 31 грудня 2011 у гміні проживало 7760 осіб.

## Територія
Згідно з даними за 2007 рік площа гміни становила 74.31 км², у тому числі:
- орні землі: 82.00%
- ліси: 11.00%

Таким чином, площа гміни становить 12.21% площі повіту.

## Населення
Станом на 31 грудня 2011:
| Опис     | Загалом | Загалом | Чоловіки | Чоловіки | Жінки | Жінки |
| -------- | ------- | ------- | -------- | -------- | ----- | ----- |
| одиниця  | осіб    | %       | осіб     | %        | осіб  | %     |
| все      | 7760    | 100     | 3868     | 49.85    | 3892  | 50.15 |
| міське   | 0       | 100     | 0        |          | 0     |       |
| сільське | 7760    | 100     | 3868     | 49.85    | 3892  | 50.15 |

## Сусідні гміни
Гміна Баранув межує з такими гмінами: Бралін, Верушув, Кемпно, Ленка-Опатовська, Рихталь, Тшциниця.